# 细果槐
细果槐（学名：Sophora microcarpa）为豆科槐属下的一个种。

## 扩展阅读
- 維基物種上的相關：细果槐